# الجامعة البابوية الكاثوليكية في ولاية ميناس جيرايس
الجامعة البابوية الكاثوليكية في ولاية ميناس جيرايس هي جامعة خاصة في البرازيل تأسست عام 1958.

## إحصائيات
يبلغ عدد طلاب الجامعة 56751 طالب، منهم 9470 طالب دراسات عليا.

## وصلات خارجية
- الموقع الرسمي